# 梁屋埂遗址
梁屋埂遗址，位于中国广东省河源市和平县彭寨镇，为河源市和平县的一个县级文物保护单位，类型为古遗址，公布时间为1986年9月。
梁屋埂遗址的历史年代为新石器时代。